# Derodontidae
Famille
Les Derodontidae sont une famille d'insectes de l'ordre des coléoptères.

## Liste des sous-familles
Selon ITIS (31 août 2014) :
- sous-famille Derodontinae LeConte, 1861
- sous-famille Laricobiinae Mulsant & Rey, 1864
- sous-famille Peltasticinae LeConte, 1861

## Liste des genres et espèces
Selon Catalogue of Life (18 janvier 2025) :
- genre Derodontus
- genre Laricobius
- genre Peltastica

Selon NCBI (31 août 2014) :
- genre Derodontus
  - Derodontus emaculatus
  - Derodontus esotericus
  - Derodontus maculatus
- genre Laricobius
  - Laricobius caucasicus
  - Laricobius erichsoni
  - Laricobius kangdingensis
  - Laricobius laticollis
  - Laricobius naganoensis
  - Laricobius nigrinus
  - Laricobius nigrinus x Laricobius rubidus
  - Laricobius osakensis
  - Laricobius rubidus
- genre Peltastica
  - Peltastica tuberculata